# جيريمي جون بيدل
جيريمي جون بيدل (بالإنجليزية: Jeremy John Beadle)‏ هو ناقد موسيقي بريطاني، ولد في 28 أبريل 1956، وتوفي في 27 ديسمبر 1995.